# Strong (canción de Robbie Williams)
«Strong» es una canción de Robbie Williams, lanzada como el tercer sencillo de su álbum de 1998, I've Been Expecting You a inicios de 1999. La canción entró al top cinco en el Reino Unido.

## Video musical
El video musical es una compilación de imáganes de sus tours, incluyendo muchas presentaciones en vivo, Robbie con su sobrino, Robbie en el escenario con su papá, entre otras.

## Formatos y listas de canciones
UK CD

(Lanzado el 15 de marzo de 1999)
1. «Strong» - 4:38
2. «Let Me Entertain You» [Live at the Brits 1999] - 4:44
3. «Happy Song» - 2:53
4. «Let Me Entertain You» [Live at the Brits 1999 - Enhanced Video]

## Posicionamiento
| Listas (1999)             | Posición |
| ------------------------- | -------- |
| UK Singles Chart          | 4        |
| New Zealand Singles Chart | 9        |
| Dutch Singles Chart       | 55       |
| German Singles Chart      | 68       |
| French Singles Chart      | 99       |